# 真弓瞬
真弓瞬（まゆみ しゅん、1987年11月5日- ）は、日本のボーカリスト、俳優である。

## 人物・来歴
1987年、神奈川県川崎市生まれ。
14歳の頃から演劇に興味を持ち、活動を始める。その後、演劇から音楽にシフトチェンジをし、ソロやバンドでの音楽活動を経て、2011年「真弓 瞬」として活動開始。
それと同時に、性同一性障害であることをカミングアウト。2013年、朝日新聞に取り上げられる。
現在、歌手、俳優、番組MCなど活動の幅を広げている。

### エピソードなど
無類の「アイドル好き」であり最近のお気に入りはフルーティー（札幌市のご当地アイドル）。

## ディスコグラフィ

### ミニアルバム
- 『星を降らせよう』
- 『止まり木』
- 『Dear』